# Johnson Act
Il Johnson Act del 1934 (Foreign Securities Act) è un provvedimento normativo approvato dal Congresso americano, secondo il quale era fatto divieto, alle nazioni straniere in default finanziario, di collocare le loro obbligazioni sui mercati finanziari degli Stati Uniti.
Fu il senatore Hiram Johnson a promuovere l'Act, che includeva anche una norma per proibire prestiti a nazioni che si trovassero in uno stato di insolvenza a causa dei loro debiti.
Il 5 maggio 1934, l'Attorney General Cummings rese nota una sua opinione su quale significato si dovesse attribuire ai termini "default" e "partial default", usati nel provvedimento. Egli sostenne che Cecoslovacchia, Italia, Lettonia, Lituania, Gran Bretagna e Canada non dovevano considerarsi in default, nonostante tutti quei paesi, con la sola eccezione del Canada, fossero in arretrato con i loro debiti. Sostenne invece che l'Unione Sovietica era da considerarsi in default.
Il Johnson Act è stato emendato fin dai tempi degli accordi di Bretton Woods ed è ancora in vigore.